# Excentriciteit (gedrag)

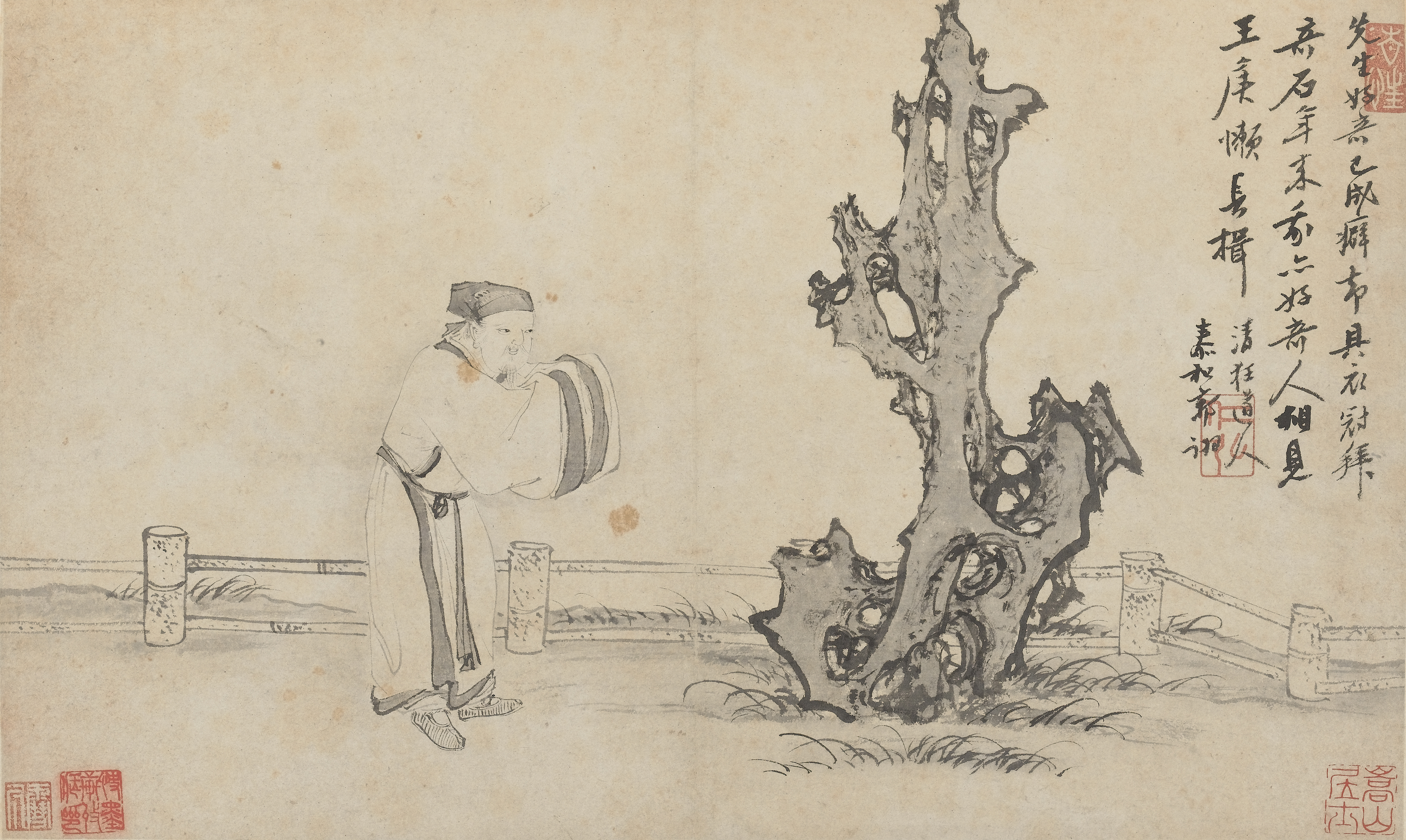
Mi Fu (1051–1107) stond bekend om zijn excentriek gedrag. Zo had hij de gewoonte om de rotsstenen in zijn tuin te begroeten.

Iemand wordt excentriek genoemd als hij gedrag vertoont dat door de communis opinio (gemeenschappelijke mening) als ongewoon, vreemd, abnormaal of onbehoorlijk wordt beschouwd.
Het is moeilijk een exacte definitie hiervan te geven, aangezien de algemene norm per land, tijdperk, trend of cultuur drastisch kan verschillen. Excentriek gedrag kan voorkomen bij beroemdheden zoals acteurs en popsterren, die soms de publiciteit zoeken door zich in het openbaar vreemd te gedragen. In de zakenwereld en politiek wordt dit meestal liever meer binnenskamers gehouden. Ook de keuze van iemands kleding kan als afwijkend van de norm worden beschouwd, evenals het onderwerp of de gigantische grootte van collecties van verzamelaars.
Excentriekelingen worden meestal vrij snel door hun omgeving van krankzinnigheid verdacht. Nochtans is niet iedereen die excentriek gedrag vertoont automatisch gek of mentaal of psychisch verward. Het eigenaardige gedrag kan een bewuste strategie zijn om op te vallen of "aanvaard" te worden, zodat men dit gekke gedrag kan blijven uitvoeren. In sommige gevallen kan het ook een daad van megalomanie zijn, zoals bij veel dictators en tirannen. Veel geniale mensen vertoonden en vertonen vaak excentriek gedrag, al zijn er ook genoeg voorbeelden aan te halen van intelligente personen die in hun gedrag niet bijzonder opvallen. Sommige kunstenaars en wetenschappers kunnen hun afwijkende ideeën en gedrag kwijt in hun werk, waardoor ze zich zélf niet opvallend anders meer gedragen.
Een speciale categorie excentriekelingen zijn de 'dorpsgekken', die in kleinere gemeenschappen vaak een bron van vermaak zijn voor inwoners. Soms worden deze figuren zo gewaardeerd dat men postuum zelfs standbeelden voor hen opricht.